# Wub-e-ke-niew
Wub-e-ke-niew (Red Lake, Minnesota, 1928-1997) fou un escriptor i activista anishinaabemowin. Restà orfe de pares de ben petit, fou educat a escoles del govern i durant la Segona Guerra Mundial lluità a Europa. Des del 1965 va col·laborar en l'activisme indi i en la fundació de l'AIM. El 1995 va escriure We have the right to exist: a traslation of aboriginal indigenous thought (1995).